# Надоболонка антицентру
Надоболонка антицентру, або надбульбашка антицентру — це ділянка поблизу антицентру Чумацького Шляху, яка випромінює в радіолінії Гідрогену 21 см. Ця ділянка має екваторіальні координати 06г 27х +15° 00′ або галактичні координати l = 197°, b = +2° ,. Розташована на небосхилі неподалік від межі сузір'їв Близнят та Оріона. Надоболонка (дуже велика надбульбашка) перебуває в межах нашої галактики, має кулясту форму, в ній виявлено струмені газу.
Відкрита 1970 року. Дослідники класифікували цей галактичний об'єкт по-різному: 1972 року — як дуга спіралі Чумацького Шляху, 1975 — як близька карликова галактика, що зазнала припливного руйнування під впливом масивнішої галактики та 1979 року — як високошвидкісну молекулярну хмару.
Назва Снікерс, яка іноді вживається для позначення надоболонки антицентру, походить від опису цього космічного об'єкта, виконаного у 1975 році Крістіаном Саймонсоном, астрономом Мерілендського університету, якому цей об'єкт нагадував маленький «горішок» галактики одразу ж за межами Чумацького Шляху.

Колеги Саймонсона вигадали назву Снікерс (натякаючи на шоколадні батончики Milky Way та Snickers) через близькість цього об'єкта до нашої галактики, яку називають Молочним Шляхом (англ. Milky Way). Зрідка, замість назви надбульбашки антицентру використовують позначення 0627-15, що відповідає її екваторіальним координатам.
Надоболонка антицентру розташована на відстані приблизно 55 000 світлових років (17 кпк) від Сонця. Її розміри складно визначити через те, що вона розташована поблизу зони уникнення — у галактичні площині й прихована від земного спостерігача міжзоряним пилом.